# さくらい雅子
さくらい 雅子は、日本のファッションモデル。
東京都出身。Avondale College 卒業。
身長163cm。B:80、W：58、H:86、S23.5cm。血液型O型。

## 出演

### テレビ
- QVCジャパン

### CM
- アサヒスーパードライ
- ハードオフ・オフハウス
- ソニー・ミュージック
- グローリー

### VP
- 資生堂

### PV
- テゴマス 『キッス～帰り道のラブソング～』

### スチール
- HONDA
- ユニクロ
- 花王
- inbreed
- カネボウ
- ドクターウィラード
- アサヒビール
- 光林舎『輸入紅茶』
- Hot Pepper Beauty
- サントリー
- PUMA
- 白瀧呉服店
- CARRY
- 3M
- ラグゼア
- palio collection
- スクロールオンラインショップ・RAPTY
- スタイルクルーズ・ベイクルーズ公式ファッション通販
- GOLDWIN web store
- ワコール『CW-X』
- レナウン R-online "The Shop"